# Enfants rats de Shah Dola
 (août 2023).
Les enfants-rats ou chuas sont des enfants ou des adultes atteints de microcéphalie, exploités comme mendiants au sanctuaire de Saint Shah Dola à Gujrat, ainsi qu'à d'autres endroits du Pakistan. Ils ont un front incliné, un visage étroit qui ressemble à celui d'un rongeur. Les enfants-rats sont souvent handicapés intellectuellement et dépendants des autres.
Les réseaux et gangs de mendiants placeraient des bandes de fer autour de la tête des enfants en bonne santé pour provoquer une déformation crânienne. Le sanctuaire de Shah Dolah, qui abrite de nombreux « enfants rats », est un lieu de pèlerinage courant pour les femmes et les couples mariés qui souhaitent avoir des enfants. Il se raconte qu’ignorer la demande d’argent d’un « enfant rat » porte malheur.

## Lectures complémentaires
- Abdul Rusheed, « Rats of Shah Dola: A pathetic side of our society », The News tribe (consulté le 13 janvier 2017)
- M. Miles, « THE CHUAS OF SHAH DAULAH AT GUJRAT, PAKISTAN », Independent Living Institute (consulté le 13 janvier 2017)